# Bitwa pod Jiuliancheng
Bitwa pod Jiuliancheng – starcie zbrojne, które miało miejsce w trakcie wojny chińsko-japońskiej, stoczone pomiędzy armią japońską a chińską. Bitwa czasami jest nazywana bitwą nad rzeką Yalu, co jest często mylące ze względu na to, że w tym samym miejscu i pod tą właśnie nazwą rozegrała się bitwa w trakcie wojny rosyjsko-japońskiej.

## Bitwa

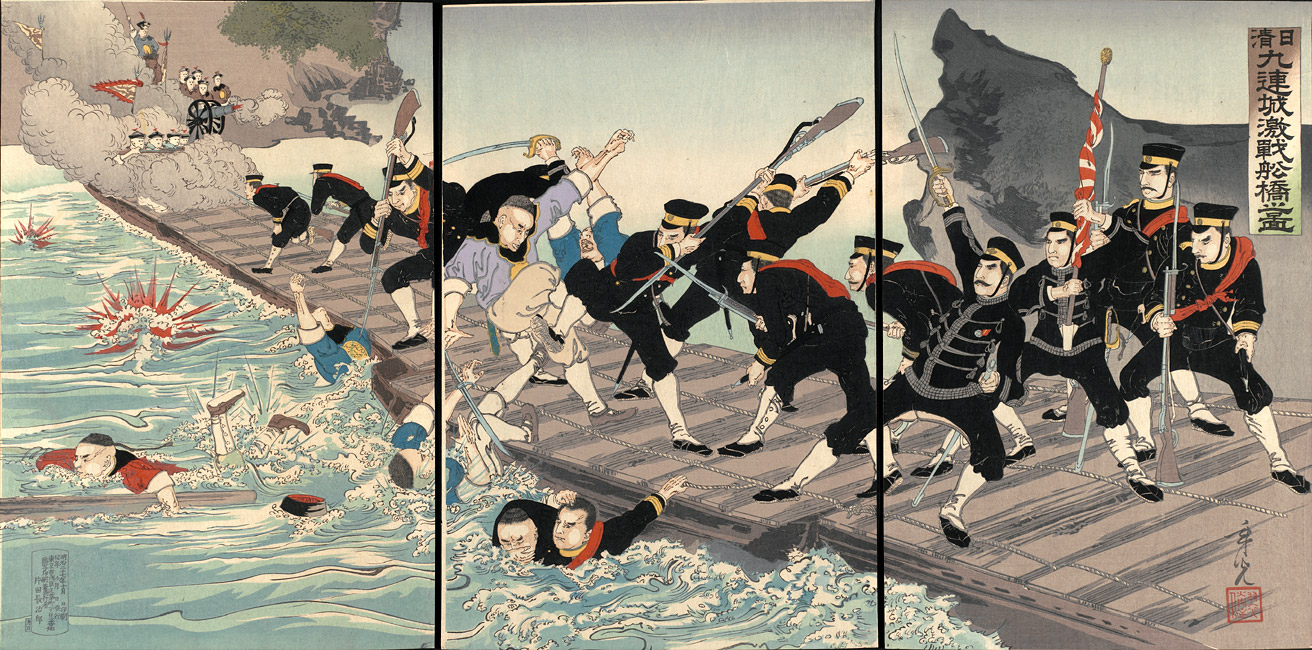
Ukiyo-e autorstwa Fukushima Toshimitsu, przedstawiające forsowanie Yalu po moście pontonowym

Po zwycięstwie w bitwie morskiej u ujścia Jalu, 17 września 1894 roku, i pobiciu lądowych sił chińskich pod Pjongjangiem, Japończycy de facto zapanowali nad Półwyspem Koreańskim. Lotne kolumny w ciągu tygodnia przemaszerowały 200 km i dotarły nad Jalu w pościgu za Chińczykami.
Armia chińska ustanowiła jednak silną pozycję obronną wzdłuż rzeki Jalu. Generał Song Jiang dysponował ok. 25 tys. żołnierzy w pięćdziesięciu obozach; najsilniejsze, liczące ponad sto szańców i okopów, były umocnienia koło granicznego miasta Jiuliancheng. Song, wyszkolony według zachodnich standardów, rozmieścił artylerię górską, tak że kryła ona ogniem przeprawy przez rzekę, umocnił swoje centrum na wzgórzu Hushan koło miasta, a mandżurską kawalerię pozostawił jako szybki, mobilny obwód.
Na rozkaz głównodowodzącego 1. Armii japońskiej, gen. Yamagaty Aritomo, 24 października niewielki oddział (kilka kompanii 18. pułku piechoty, dwa działa i oddział kawalerii) został wysłany, by zajść przeciwnika z flanki. Wydzielony oddział dowodzony przez płk. Sato przekroczył rzekę ok. 15 km powyżej Jiuliancheng i zmusił do odwrotu chiński batalion, zdobywając dwa działa, kosztem jednego rannego (Chińczycy stracili ok. 20 ludzi), a następnie ustanowił pozycję wzdłuż rzeki Ngaeho (chiń. Ai He).
W nocy Japończycy zbudowali most pontonowy w miejscu normalnie niemożliwym do przeprawy i o świcie 25 października przekroczyli rzekę, rozpoczynając szturm na Hushan od frontu i ze skrzydła, korzystając z wsparcia artylerii ustawionej na południowym brzegu rzeki. W zaciętym boju odrzucili chińskie posiłki zdążające z Jiuliancheng (ok. 3 tys. piechoty i kawalerii) i w południe zdobyli wzgórze i jego fortyfikacje. Przez resztę dnia i do popołudnia dnia następnego podciągali posiłki do szturmu na miasto.
26 października o 16.30 oddziały japońskie uderzyły na fortyfikacje miejskie, przy zaskakująco słabym oporze. Po wdarciu się na mury, Japończycy zorientowali się, że armia chińska wycofała się w nocy, pod osłoną lekkich oddziałów pozorujących (Chińczycy prawdopodobnie obawiali się wzięcia w kleszcze przez 2. Armię japońską, która lądowała na Półwyspie Liaotuńskim). Japończycy mieli otwartą drogę do Mandżurii, ponadto w ich ręce wpadły wielkie zapasy, które znaczne ułatwiły im zimową kampanię 1894/95: 66 dział, 35 tys. granatów artyleryjskich, 3300 karabinów, ponad 3 mln nabojów, ponad 10,5 tys. koku (ok. 1,9 mln litrów) ryżu i innych zbóż oraz ok. 211 mln drobnych chińskich monet. Inne źródła podają nawet 74 działa, 4395 karabinów, ponad 36 tys. granatów i 4,3 mln naboi karabinowych.
Japończycy stracili 1 oficera i 32 żołnierzy zabitych oraz 108 żołnierzy i oficerów rannych. Pochowali 495 chińskich żołnierzy, ale straty chińskie były prawdopodobnie nieco większe. Znaczna część armii chińskiej uległa rozproszeniu i Japończycy bez problemu zdobyli sąsiednie umocnione miasta Andong (obecnie Dandong) i Fenghuangcheng.